# Central nuclear de Forsmark

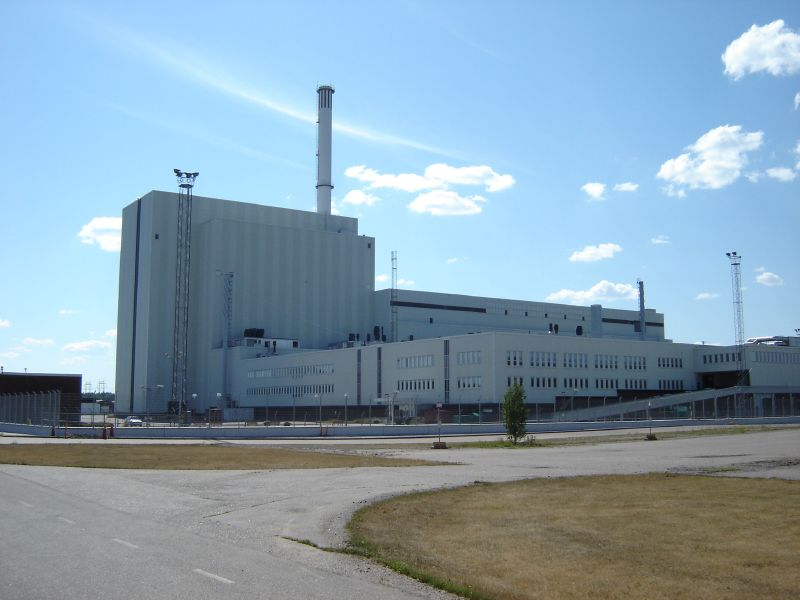
Reactor 3.

La central nuclear de Forsmark se sitúa en la localidad de Forsmark, en la costa este de la provincia de Uppland, a 150 km de Estocolmo, en Suecia. Es una de las tres centrales nucleares suecas actualmente en funcionamiento y produce aproximadamente una sexta parte de la energía eléctrica de Suecia.
La central dispone de 3 reactores nucleares de agua en ebullición (BWR):
- Forsmark-1: 1011 MWe, puesto en funcionamiento en 1980;
- Forsmark-2: 951 MWe, puesto en funcionamiento en 1981;
- Forsmark-3: 1190 MWe, puesto en funcionamiento en 1985.

La producción anual se eleva a 23,5 TWh.
Suecia cubre aproximadamente el 50% (69,5 TWh(e)) de sus necesidades eléctricas a partir de la energía nuclear proveniente de 3 centrales (Forsmark, Oskarshamn y Ringhals) con un total de 10 reactores nucleares. Ya han sido cerradas otras dos centrales con 3 reactores.
La central de Forsmark está gestionada por la empresa Forsmark Kraftgrupp, una filial del grupo Vattenfall.

## Acontecimientos principales

### Descubrimiento de la catástrofe de Chernóbil
Gracias a los detectores de radioactividad situados en esta central para detectar fugas locales, Forsmark fue, el 27 de abril de 1986, el primer lugar fuera de la URSS donde se detectaron las consecuencias de la catástrofe de Chernóbil. Debido a que se detectaron partículas radiactivas en las ropas de trabajadores de la central, se examinó el origen de la fuga y se concluyó que la contaminación provenía de la atmósfera y no de la propia central.

### Incidente de julio de 2006
El 25 de julio de 2006, el reactor Forsmark-1 sufrió un incidente de nivel 2 según la escala INES, un fallo de un sistema de emergencia después de un cortocircuito eléctrico. Este cortocircuito causó un corte de la alimentación eléctrica de la sala de control. Automáticamente, el reactor empezó a sobrecalentarse. Cuando se restableció la corriente, los técnicos se dieron cuenta de que habían retomado el control de la situación siete minutos antes de la fusión del núcleo. Debido este incidente, se cerraron otros dos reactores suecos en la central de Oskarshamn. En el periódico alemán TAZ del 3 de agosto, Lars-Olov Höglund, un ingeniero que anteriormente había trabajado en Forsmark, afirmó: "Ha sido el azar el que ha evitado que se produjera una fusión del núcleo". "Es el incidente más peligroso desde Harrisburg y Chernóbil", declaró también el 2 de agosto al diario sueco Svenska Dagbladet. Ole Reistad, director del instituto noruego de protección contra las radiaciones ionizantes, dijo también al respecto que "en Forsmark se ha estado cerca de la catástrofe y cerca del fallo de la última barrera de seguridad". El incidente fue calificado de "muy serio" por el organismo sueco de inspección de la seguridad nuclear (SKI).